# شيق مخصور
الشيق المخصور أو أبو مَرِينا مخصور (الاسم العلمي: Muraena clepsydra) (بالإنجليزية: Hourglass moray)‏ هو نوع من الأسماك يتبع جنس الموراي من الفصيلة المورايية.